# Золотой овен
«Золотой овен» — российская кинопремия, присуждавшаяся ежегодно с 1992 года по 2006 год ведущим российским кинематографистам по нескольким номинациям. Была учреждена в 1991 году как одна из наград кинофестиваля «Кинотавр», а с декабря 1992 года «Золотой Овен» стал, наряду с «Никой», независимой ежегодной премией и вручался лучшим российским кинематографистам, избранным на основе журналистского опроса, по аналогии с американской кинопремией «Золотой глобус». В 1998 году премия приобрела статус национальной и вручалась Гильдией киноведов и кинокритиков России (с 2006 года вручается премия «Белый слон»).

## История
Была учреждена в 1991 году как одна из наград кинофестиваля «Кинотавр». На пресс-конференции 7 декабря 1992 года Марк Рудинштейн объявил, что отныне «Золотой Овен» становится независимой наградой и будет ежегодно вручаться рождественской ночью семи лучшим кинематографистам года, избранным на основе журналистского опроса.
Как самостоятельная награда (вне кинофестиваля) премия основана в 1998 году (первое награждение состоялось в январе 1999 года) тогдашним президентом Гильдии киноведов кинокритиков Мироном Черненко. Спонсором премии также стал кинопредприниматель Марк Рудинштейн, предложивший в качестве награды учрежденный им приз «Золотой Овен».
В 2005 г. Марк Рудинштейн прекратил финансирование премии, оставив приз за собой, а оргкомитет Премии во главе со следующим президентом Гильдии Виктором Матизеном учредили приз «Белый Слон», который вручается по сей день. В 2005—2007 гг. спонсором премии был фестиваль «Кинотавр» под руководством продюсеров Игоря Толстунова и Александра Роднянского. В дальнейшем поддержку премии оказывали Министерство культуры РФ, Союз кинематографистов РФ, КиноСоюз и косметическая компания «Секрет красоты» Георгия Леснова.
С 1992 года до 2006 года, полтора десятилетия, премия «Золотой овен» считалась одной из престижнейших российских кинонаград. Продюсерскую поддержку в проведении церемоний награждения оказывала компания «Кинотавр» во главе с Марком Рудинштейном.
Премии «Золотой овен» за время её существования было удостоено значительное число российских кинематографистов, причем, как кинематографистов «старой школы», так и молодых, из так называемой в 90-е «новой российской волны». Вручалась по нескольким номинациям: «лучший фильм», «лучший дебют», «лучший режиссёр», «лучший сценарий» и так далее. Число и названия номинаций в разные годы могли меняться, но не принципиально. Также награждался «лучший зарубежный фильм российского проката». Номинанты и победители по номинациям определялись по опросам среди киноведов и кинокритиков членов Гильдии киноведов и кинокритиков России.

## Обладатели премии разных лет

### 1996 год
- Лучший фильм года — «Время танцора» (режиссёр Вадим Абдрашитов
- Лучшая режиссёрская работа — Роман Балаян («Первая любовь»)
- Лучший режиссёр года — Александр Сокуров
- Лучший продюсер — Борис Гиллер («Кавказский пленник»)
- Лучшие актёры года — Кахи Кавсадзе, Владимир Ильин и Владимир Гостюхин
- Лучшая актриса года — Полина Кутепова
- За лучшую телепрограмму о кино «Кинескоп» — Пётр Шепотинник
- «Человек кинематографического века» — Александр Згуриди

### 1997 год
- Лучший фильм года — «Время танцора» (режиссёр Вадим Абдрашитов
- Лучший продюсер — Игорь Толстунов («Вор»)
- Лучший сценарий — Александр Миндадзе («Время танцора»)
- Лучшая мужская роль — Владимир Машков («Вор»)
- Лучшая женская роль — Екатерина Редникова («Вор»)
- Лучшая детская роль — Михаил Филипчук («Вор»)
- Премия «Надежда» — Андрей Егоров, Вера Воронкова («Время танцора»)
- Лучшая операторская работа — Игорь Клебанов («Мытарь»)
- Лучший актёр года — Сергей Бодров-младший («Брат»)
- За вклад в киноискусство — Олег Ефремов
- За лучшую телепрограмму о кино «Абзац» — Борис Берман
- За лучшую телепрограмму о кино «Тихий дом» — Сергей Шолохов
- «Человеку кинематографического года» — Александр Абдулов

### 1998 год
- Лучший фильм-дебют года — «Окраина» (режиссёр Пётр Луцик)
- Лучший фильм года — «Страна глухих» (режиссёр Валерий Тодоровский, продюсер Сергей Ливнев)
- Лучшая режиссёрская работа — Вячеслав Криштофович («Приятель покойника»)
- Лучший сценарий — Марина Мареева («Тоталитарный роман»)
- Лучшая мужская роль — Сергей Маковецкий («Про уродов и людей»)
- Лучшая роль второго плана — Максим Суханов («Страна глухих»)
- Лучшая операторская работа — Сергей Астахов («Про уродов и людей»)
- Лучшая работа художника-постановщика — Вера Зелинская («Про уродов и людей»)
- Гран-при — Алексей Балабанов («Про уродов и людей»)
- Лучшая актриса года — Дина Корзун («Страна глухих»)

### 1999 год
- Лучший фильм-дебют года — «Восемь с половиной долларов» (режиссёр Григорий Константинопольский)
- Лучший фильм года — «Молох» (режиссёр Александр Сокуров, продюсер Виктор Сергеев)
- Лучший игровой фильм — «Хрусталёв, машину!» (режиссёр Алексей Герман, продюсеры Армен Медведев, Александр Голутва)
- Лучшая режиссёрская работа — Алексей Герман («Хрусталёв, машину!»)
- Лучший сценарий — Юрий Арабов («Молох»)
- Лучшая мужская роль — Михаил Ульянов («Ворошиловский стрелок»)
- Лучшая женская роль — Елена Руфанова («Молох»)
- Лучшая роль второго плана — Владимир Ильин («Сибирский цирюльник»)
- Лучшая операторская работа — Анатолий Родионов («Молох»)
- Лучшая музыка к фильму — Алексей Шелыгин («Небо в алмазах»)
- Лучшая работа художника-постановщика — Владимир Светозаров, Георгий Кропачёв, Михаил Герасимов («Хрусталёв, машину!»)
- Специальный приз — Диплом Попечительского совета группы «Кинотавр» — Юрий Цурило («Хрусталёв, машину!»)
- Лучшая актриса года — Полина Кутепова

### 2000 год
- Лучший фильм — «Лунный папа» (режиссёр Бахтиер Бабаджанович Худойназаров)
- Лучший режиссерский дебют — Александр Атанесян («24 часа»)
- Лучшие продюсеры — Александр Литвинов, Владимир Меньшов («Зависть богов»)
- Лучший сценарий — Иван Охлобыстин, Роман Качанов («ДМБ»)
- Лучшая мужская роль — Максим Суханов («Женщин обижать не рекомендуется»)
- Лучшая женская роль — Зинаида Шарко («Луной был полон сад»)
- Лучшая мужская роль второго плана — Андрей Панин («Свадьба»)
- Лучшая женская роль второго плана — Наталья Егорова («Русский бунт»)
- Лучшая операторская работа — Сергей Юриздицкий («Русский бунт»), Александр Ильховский («Москва»)
- Лучшая музыка к фильму — Леонид Десятников («Москва»)
- Лучшая работа художника-постановщика — Александр Бойм, Владимир Гудилин, Анатолий Панфилов («Романовы. Венценосная семья»)
- Лучший зарубежный фильм российского проката — «Истина в вине» (режиссёр Отар Иоселиани)

## Своеобразные[уточнить]рекорды (с учётом премии «Белый слон»)
По состоянию на 2019 год.
- Фильмы-лауреаты:
  - 7 — «Телец» (из 7 номинаций);
  - 6 — «Левиафан» (8);
  - 5 — «Дикое поле» (7), «Милый Ханс, дорогой Пётр» (8), «Аритмия» (7);
  - 4 — «Вор» ( ? ), «Время танцора» ( ? ), «Страна глухих» (7), «Молох» (7), «Свои» (8), «Кочегар» (6), «Фауст» (7), «Трудно быть богом»[6] (6).
- Фильмы-номинанты (с 1998 года):
  - 8 — «Дневник его жены» (при 1 премии), «Нежный возраст» (1), «Свои» (4), «Географ глобус пропил» (3), «Левиафан» (6), «Милый Ханс, дорогой Пётр» (5);
  - 7 — «Страна глухих» (4), «Молох» (4), «Романовы. Венценосная семья»[7] (1), «Телец» (7), «Бумер» (1), «Дикое поле» (5), «Овсянки» (1), «Елена» (3), «Фауст» (4), «Вечное возвращение» (2), «Аритмия» (5);
  - 6 — «Барак» (0), «Мой сводный брат Франкенштейн» (0), «Настройщик» (3), «Изображая жертву» (2), «Остров» (1), «Простые вещи» (2), «Бумажный солдат» (1), «Как я провёл этим летом» (2), «Кочегар» (4), «Шапито-шоу» (1), «Жить» (2), «Орда» (2), «Трудно быть богом»[8] (4), «Страна ОЗ» (2), «Нелюбовь» (2), Война Анны (3), Лето (3);
  - 5 — «Хрусталёв, машину!» (3), «Война» (1), «Любовник» (1), «Возвращение» (3), «Гарпастум» (2), «Солнце» (3), «Александра» (1), «Полторы комнаты, или Сентиментальное путешествие на родину» (1), «Стиляги» (1), «Сумасшедшая помощь» (1), «В субботу» (1), «Жила-была одна баба» (2), «Комбинат „Надежда“» (2), «Ангелы революции» (1), Сердце мира (1).